# کبنا کالنی (فلوریدا)
کبنا کالنی (به انگلیسی: Cabana Colony) یک منطقهٔ مسکونی در ایالات متحده آمریکا است که در فلوریدا واقع شده‌است. کبنا کالنی ۲٬۳۹۱ نفر جمعیت دارد و ۳٫۹۶ متر بالاتر از سطح دریا واقع شده‌است.